# Pesadilla (canción)
«Pesadilla» es la tercera canción del grupo de pop español La Oreja de Van Gogh, perteneciente al primer disco Dile al sol. Es el cuarto sencillo que se extrajo del álbum. Contó con la colaboración de Mikel Erentxun, exvocalista de Duncan Dhu, para los coros.

## Videoclip
El Videoclip se rodó en el Parque de Atracciones de Madrid, concretamente en los decorados de la atracción acuática "Los Fiordos", que es el castillo y el puente que aparecen al principio de dicha canción. El resto de exteriores que no sean los del bosque, están grabados en la zona de restaurantes, situados cerca de "Los Fiordos". 
Sobre las escenas de interior, la mayoría están tomadas en El Viejo Caserón, que en su momento fue La Casa del Terror de dicho parque, hasta su cierre en 2014. El decorado pertenece a temporadas pasadas del espectáculo. Se pueden apreciar unas vidrieras pintadas de colores llamativos (el punto medio del recorrido de la casa, donde si te arrepentías, podías abandonar la casa), los cuadros con los ojos que se mueven, la cama de la niña de la película El Exorcista, a Pablo en la mesa del final del recorrido donde aparecía el protagonista de La Matanza de Texas junto con su sierra mecánica, a Álvaro simulando la escena de la ducha de Psicosis, de Alfred Hitchcock entre otros efectos.

## Sencillo
Sólo se editó un sencillo promocional, con la canción única.

## Trivia
Se cree que The Worst Nightmare (Incluida en la maqueta enviada al V Concurso Pop Rock de San Sebastián en 1996) es la maqueta de Pesadilla en inglés, lo que se desconoce ya que a día de hoy se sabe muy poco de esta maqueta.
- Datos: Q6073161